# Bruno Amoroso
Bruno Amoroso (født 11. december 1936 i  Rom, Italien, død 20. januar 2017 i København) var en var en italiensk-født dansk økonom.
Docent Emeritus ved Roskilde Universitet, Danmark. Formand for Federico Caffè Studie Center, Roskilde-Roma. Dean of the Faculty of Mondiality, University for the Common Good, Roskilde-Milano; Co-Direktør for tidsskriftet Interculture (Italien); Bestyrelsesmedlem for Femise (Marseilles), Projectdirektor for the Mediterranean Report (1991-2008), Italien.
Han har udgivet flere bøger og artikler i Danmark, Italien, og i internationale tidsskrifter.
Han var gæsteprofessor på flere universiteter i Italien, Japan, USA, Vietnam, etc. Han var professor ved Scuola Superiore Università degli Studi di Catania (Italien) og Professore in economia e istituzioni, Dipartimento di Architettura e Urbanistica, Facoltà di Ingegneria, Università degli Studi La Sapienza, Roma.

## Blandt hans seneste publikationer
- (it)  Il "Mezzogiorno" d'Europa. Il Sud d'Italia, la Germania dell'Est e la Polonia Orientale nel contesto europeo (a cura di, Diabasis, R.E., 2011
- (it) Per il Bene Comune. Dalla Stato del Benessere alla Società del Benessere, Diabasis, R.E., 2009
- (it) Persone e Comunità. Gli attori del cambiamento (coautore S. Gomez y Paloma), Dedalo, Bari, 2007
- (it) La stanza rossa. Riflessioni scandinave di Federico Caffè, Città aperta, Troina, 2004
- (en) Global Apartheid. Economics and Society, Federico Caffè Center, Roskilde, Città di Castello, 2004
- (it) Europa e Mediterraneo, Ed. Dedalo, Bari, 2000
- (en) On Globalization, Macmillan, London, 1998
- (en) Transition Economy. Globalization and Regional Dynamics in South East Asia: Vietnam in the Cyclone of Globalization (co-author Jin Ye), University of Hanoi, 1995
- (en) Scandinavian Perspectives on European Integration, Roskilde, 1995
- (en) Towards a New European Space. Co-author, ARAL/DATAR, 1994
- (en) Macroeconomic Theory and Policy for the 1990’s. A Scandinavian Perspective, co-editor and co-author, Macmillan, London, 1992